# FAM Cup Sub-17
A FAM Cup Sub-17 é uma competição futebolística de categoria de base organizada pela Sociedade Esportiva Palmeiras. Foi criada em 2018 como iniciativa para preencher uma lacuna no calendário brasileiro e atualmente os maiores vencedores são o Palmeiras e o São Paulo que detém dois títulos cada.
Desde a primeira edição, a competição foi disputada em um formato misto, composto por duas fases eliminatório paralelas denominadas "série ouro" e "série prata".

## História
Em janeiro de 2018, o Palmeiras anunciou oficialmente a realização da primeira edição da FAM Cup Sub-17, competição organizada com o intuito de preencher uma lacuna existente no calendário da base da categoria. Na ocasião, o clube também publicou o formato de disputa, os participantes e as sedes.
O São Paulo saiu vencedor das duas primeiras edições, feitos que ajudaram a consolidar o ciclo vitorioso das categorias de base do clube. Na primeira ocasião, os são-paulinos golearam na decisão o Vitória pelo placar de 5–0, e no segundo título venceu o time austríaco do Red Bull Salzburg. Este último, inclusive, conquistou a edição de 2020.
O Palmeiras, como organizador da competição, tradicionalmente disputa os evento com duas equipes. O clube palestrino ficou com o título das três primeiras edições da série prata, disputada pelos clubes eliminados na fase classificatória, e conquistou o primeiro título da competição na edição de 2022.

## Formato
O formato da competição se manteve semelhante ao longo dos anos: um sistema de disputa misto, com duas fases eliminatórios paralelas denominadas "série ouro" e "série prata". De 2018 a 2022, o regulamento dividiu os clubes em dois grupos, pelos quais enfrentaram os adversários do próprio chaveamento. Ao término da fase, os dois melhores colocados de cada grupo se classificaram para as semifinais da série ouro, enquanto quatro equipes eliminadas disputaram a série prata.

## Campeões

### Títulos por clube
| Clube             | Título          | Vice                  | Semifinal                   |
| ----------------- | --------------- | --------------------- | --------------------------- |
| Palmeiras         | 2 (2022 e 2023) | —                     | 4 (2019, 2020, 2022 e 2024) |
| São Paulo         | 2 (2018 e 2019) | —                     | 1 (2020)                    |
| Red Bull Salzburg | 1 (2020)        | 2 (2019 e 2024)       | —                           |
| Internacional     | 1 (2024)        | —                     | —                           |
| Corinthians       | —               | 3 (2020, 2022 e 2023) | 1 (2019)                    |
| Vitória           | —               | 1 (2018)              | —                           |
| Santos            | —               | —                     | 2 (2022 e 2023)             |
| Bahia             | —               | —                     | 1 (2018)                    |
| Ponte Preta       | —               | —                     | 1 (2018)                    |
| Cruzeiro          | —               | —                     | 1 (2023)                    |
| Sfera             | —               | —                     | 1 (2024)                    |

### Títulos por estado
| Cidade            | Título | Vice | Semifinal |
| ----------------- | ------ | ---- | --------- |
| São Paulo         | 4      | 3    | 10        |
| Áustria           | 1      | 2    | —         |
| Rio Grande do Sul | 1      | —    | —         |
| Bahia             | —      | 1    | 1         |
| Minas Gerais      | —      | —    | 1         |